# Sistelommatòfors
Els sistelommatòfors (Systellommatophora) són un ordre dels mol·luscs gastròpodes del superordre Eupulmonata; alguns llimacs terrestres pertanyen a aquest grup.

## Llista de famílies
L'ordre dels Systellommatophora inclou tres famílies:
- Superfamília Onchidioidea Rafinesque, 1815
  - Família Onchidiidae Rafinesque, 1815
- Superfamília Veronicelloidea Gray, 1840
  - Família Rathouisiidae Heude, 1885
  - Família Veronicellidae Gray, 1840